# (21121) Andoshoeki
(21121) Andoshoeki es un asteroide perteneciente al cinturón de asteroides, región del sistema solar que se encuentra entre las órbitas de Marte y Júpiter.
Fue descubierto el 16 de noviembre de 1992 por Kin Endate y Kazuro Watanabe desde el observatorio de Kitami.

## Designación y nombre
Designado provisionalmente como 1992 WV, fue nombrado en honor de  Andō Shōeki (1703–1762) quien fue médico y uno de los principales filósofos del Japón moderno temprano. Deseaba crear una sociedad simbiótica igualitaria y pacífica basada en la ayuda mutua de las personas.

## Características orbitales
(21121) Andoshoeki está situado a una distancia media del Sol de 2,418 ua, pudiendo alejarse hasta 2,811 ua y acercarse hasta 2,025 ua. Su excentricidad es 0,162 y la inclinación orbital 5,595 grados. Emplea 1373,50 días en completar una órbita alrededor del Sol.

## Características físicas
La magnitud absoluta de (21121) Andoshoeki es 14,65. 